# Nachal Eškar
Nachal Eškar (hebrejsky: נחל אשכר) je vádí v Horní Galileji, v severním Izraeli.
Začíná v nadmořské výšce okolo 600 metrů na východních svazích hory Har Eškar, severovýchodně od průmyslové zóny Tefen. Směřuje pak k východu mírně zvlněnou krajinou, stáčí se k severu nedaleko od Kafr Sumej. Ústí potom do vádí Nachal Peki'in na jižním okraji vesnice Chosen.